# Léandre Griffit
Léandre Griffit, född 21 maj 1984 i Maubeuge, är en fransk fotbollsspelare (mittfältare). Han kommer ursprungligen från den franska klubben Amiens SC och har tidigare spelat med Southampton FC.
Léandre Griffit kom till IF Elfsborg från Southampton men lyckades inte ta en ordinarie plats som mittfältare under 2006 då laget blev svenska mästare. Han gjorde flera inhoppare. Under 2007 klargjorde Léandre Griffit offentlig att han ville ha mer speltid i klubben och skulle se sig tvungen att flytta om så inte skedde. Utlånad till IFK Norrköping från IF Elfsborg i ett år. Han blev också utfryst i Norrköping (2008). Därav sades både lånekontraktet med Norrköping och kontraktet med IF Elfsborg upp.